# Kamchatka (film)
Kamchatka  è un film del 2002 diretto da Marcelo Piñeyro.